# Girolamo Cavazzoni
Girolamo Cavazzoni   (Urbino, c. 1510 (Gregorià) - Urbino, c. 1565 (Gregorià)) va ser un organista i compositor italià, fill de Marcantonio.
Poc se sap de la seva vida excepte que va treballar a Venècia i Màntua, i va publicar dues col·leccions de música d'orgue. Aquestes col·leccions només contenen música escrita abans de l'any 1549, però són de gran qualitat i han establert la forma tradicional de ricerccharis i canzones imitatives.
D'acord amb la seva dedicació a Pietro Bembo, es va informar en el primer llibre (1542), que Girolamo va néixer mentre el seu pare era al servei del mateix cardenal. Difícils d'identificar amb un Hieronimo que va ser organista de la Catedral de Màntua entre 1521 i 1556. No obstant això, se sap que va viure en aquesta ciutat des d'almenys 1565, com a organista de la basílica ducal de Santa Bàrbara. En aquest any es va enviar dues cartes al Duc Guglielmo Gonzaga sobre Graziadio Antegnati espera de la construcció de l'orgue de l'església mateixa, i sembla estar en molt estreta relació amb el sobirà. Cinc anys més tard Antegnati Costanzo es va fer càrrec del fill que es va convertir en un estudiant de Cavazzoni.
L'última notícia sobre ell la proporciona el 1577 el músic de Cremona, Camillo Maineri, que el va esmentar en una llista de organistes de pobles propers: Girolamo d'Urbino és el millor pagat, amb un salari de 80 escuts anuals.
D'acord amb les investigacions històriques de Riemann, Cavazzoni va ser pioner en l'escriptura en tablatura, i en sistemes de múltiples línies, sis o set per a ser exactes. Per Tagliapietra, però, com més la qualitat del compositor es pot atribuir a l'aprofundiment de la "recerca" en l'estructura i expressivitat insistent del contrapunt. Aquestes peculiaritats han inserit entre la categoria dels músics més importants de principis del segle XVI